# Stor-Ullen
Stor-Ullen är en sjö i Hagfors kommun i Värmland och ingår i Göta älvs huvudavrinningsområde. Sjön är dricksvattentäkt för Hagfors kommun, Munkfors kommun och delar av Forshaga kommun. Den är 71 meter djup, har en yta på 7,41 kvadratkilometer och befinner sig 231,2 meter över havet. Sjön avvattnas av vattendraget Hagälven. Vid provfiske har bland annat abborre, gädda, lake och nors fångats i sjön.

## Delavrinningsområde
Stor-Ullen ingår i det delavrinningsområde (665449-138735) som SMHI kallar för Utloppet av Stor-Ullen. Medelhöjden är 272 meter över havet och ytan är 28,77 kvadratkilometer. Räknas de 2 avrinningsområdena uppströms in blir den ackumulerade arean 38,73 kvadratkilometer. Hagälven som avvattnar avrinningsområdet har biflödesordning 3, vilket innebär att vattnet flödar genom totalt 3 vattendrag innan det når havet efter 358 kilometer. Avrinningsområdet består mestadels av skog (65 procent). Avrinningsområdet har 7,73 kvadratkilometer vattenytor vilket ger det en sjöprocent på 26,8 procent.

## Fisk
Vid provfiske har följande fisk fångats i sjön:
- Abborre
- Gädda
- Lake
- Nors
- Röding
- Sik
- Siklöja
- Öring